# Wyspa Gilligana
Wyspa Gilligana (ang. Gilligan’s Island) – amerykański serial komediowy. Serial cieszył się ogromną popularnością w USA, gdzie do dziś uchodzi za kultowy, ale nie był emitowany w Polsce. Serial składał się z 98 odcinków (nie licząc 1 specjalnego), z tego pierwsze 36 było czarno-białe, a pozostałe 62 kolorowe.

## Treść
Tematem serialu są zabawne przygody siedmiorga rozbitków, których statek rozbił się w czasie sztormu i wylądował na jednej z tropikalnych wysp gdzieś na Pacyfiku. Rozbitkowie musieli przystosować się do życia na bezludnej wyspie, co im się znakomicie udało.

## Obsada
- Bob Denver – Gilligan (wszystkie 99 odcinków)[1]
- Dawn Wells – Mary Ann Summers (98)
- Natalie Schafer – Eunice „Lovey” Wentworth Howell (99)
- Alan Hale Jr. – Skipper/kpt. Jonas Grumby (99)
- Tina Louise – Ginger Grant (98)
- Jim Backus – Thurston Howell III (99)
- Russell Johnson – prof. Roy Hinkley (98)
- Charles Maxwell – spiker radiowy: głos (9)
- Janos Prohaska – goryl/małpa (5)
- Vito Scotti – dr Boris Balinkoff (4)
- Eddie Little Sky – szaman (3)
- Russ Grieve – łowca głów (3)
- Mel Blanc – papuga Sam: głos (3)
- Hans Conried – Wrongway Feldman (2)
- Denny Miller – Duke Williams (2)
- Chick Hearn – spiker radiowy (2)
- George N. Neise – urzędnik NASA (2)

## Nawiązania
- W jednym z odcinków serialu Alf, główny bohater we śnie odwiedza Wyspę Gilligana i zaprzyjaźnia się z jej mieszkańcami (sezon II, odcinek II).
- Podobnie jeden z bohaterów serialu Słoneczny patrol trafia we śnie na tę wyspę.
- W filmie Naga broń 2½: Kto obroni prezydenta? podczas bankietu przyznana ma zostać nagroda, którą jest wycieczka na Wyspy Giligana.